# Внутренний запирательный нерв
Внутренний запирательный нерв (лат. Nervus obturatorius internus) — нерв крестцового сплетения. Образован от пояснично-крестцового ствола и передней ветви первого крестцового нерва (SI).
Выйдя из таза под грушевидной мышцей, нерв огибает седалищную ость, подходит к внутренней запирательной мышце, отдавая иногда небольшую ветвь к верхней близнецовой мышце.